# ながいのりあき
ながい のりあき（本名：長井 紀昭、1953年7月1日 - ）は、日本の漫画家。島根県隠岐郡海士町出身。血液型はO型。主に小学館の児童向け雑誌などで執筆。
代表作は、『月刊コロコロコミック』などに連載されたサッカー漫画『がんばれ!キッカーズ』、ウェブコミックにもなった『男たちの好日』など。

## 経歴
子供の頃は『週刊少年ジャンプ』を読み、ちばあきお、ちばてつやが好きだった。法政大学合格を機に上京。漫画研究会に入ったのがきっかけで漫画を描き始めるも、卒業後は会社に就職。3年勤めた会社を辞め、漫画家の道を本格的に志すようになる。
何度も出版社に持込を続け、『少年ジャンプ』にてギャグ漫画でデビューも後が続かず、1980年、27歳の時に『月刊コロコロコミック』にて『GOGOゴロー』で第2回藤子不二雄賞佳作を受賞。
1984年より1989年まで、『月刊コロコロコミック』にて代表作『がんばれ!キッカーズ』を連載。テレビアニメ化までされる人気作となった。
『キッカーズ』完結後、『週刊少年サンデー』に移籍が内定していたものの、同誌の編集方針の混乱や、コロコロコミック編集部の引き留めによって白紙となる。当時、好調であった『コロコロコミック』と、衰退期に入っていた『週刊少年サンデー』編集部は、同じ小学館でありながら根深い確執があった。このため、本来『サンデー』連載用に構想されていた野球漫画『熱血!ドンマイ甲子園』を『コロコロコミック』向けに設定などを一部練り直して連載したが、読者層と作風が合わず、人気が低迷。打ち切り、未単行本化という結果になる。
1990年より1993年まで、『月刊コロコロコミック』にて『電脳ボーイ』を連載。『ゲームセンターあらし』や『ファミコンロッキー』の流れを汲む、天才的なプレイヤーによるテレビゲームの攻略を題材とした漫画である。
その後、仕事がまったくない時期があり、大病を患うなど不遇の時が続くも、青年誌に活躍の場を移し、2001年より2002年まで『週刊コミックバンチ』にて『男たちの好日』（原作：城山三郎）を執筆。単行本4冊という短さながらも人気を博し、後年、Webにて続編も発表された。
2007年5月25日発売の『熱血!!コロコロ伝説』に、『がんばれ!熱血少年団』の後日談である『がんばれ!熱血少年団2007』を描き下ろしで発表した。

### 個人事務所倒産以降
2015年1月8日付けで、東京都杉並区高円寺に本拠を置く個人事務所「有限会社ながいプロダクション」が、東京地方裁判所より破産手続の開始決定を受け、倒産したことが明らかになる。長らくヒット作に恵まれず、2011年に営業を停止し、遂に今回の措置に至ったとされ、帝国データバンクおよび東京商工リサーチによれば、負債総額は約1000万円の見通し。
しかし、あくまで個人事務所の清算であり、漫画家を廃業したわけではない。ながい自身は当時、パソコンもネットもしておらず、yahooニュース等で報道された事も知らなかった。友人や当時の担当編集者の電話で報道を知り、「こんなしょーもない漫画家の転落を晒すより、他に取り上げる話題があるだろう」と落ち込んだという。
破産以降も漫画家としての活動は続いており、2017年発売の『コロコロアニキ』第8号にてイラストを寄稿。2018年発売の同誌の2019年冬号では『ゲームセンターあらし』プロゲーマー編の掲載に伴い、一時期アシスタントを務めたすがやみつるとの思い出を綴った漫画を発表した。2018年頃からは「note」にて不定期に、自身のこれまでの漫画家人生を綴った自伝漫画を発表していた。
2020年3月以降更新が途絶えていたが、2025年2月にkindleにて電子書籍「漫画グラフィティー」として継続する事が告知された。同年4月より配信されている。

## 作品リスト
- つっぱりラブパンチ（1981年、別冊コロコロコミック）
- がんばれ!熱血少年団（1984年、月刊コロコロコミック）
  - がんばれ!熱血少年団2007（2007年、熱血!!コロコロ伝説Vol.1）
- がんばれ!キッカーズ[7]（1984年 - 1989年、月刊コロコロコミック、全20巻、ワイド版全6巻）
- 熱血!ドンマイ甲子園（1989年、月刊コロコロコミック）
- ぶっちぎリン（1990年、月刊コロコロコミック）
- 電脳ボーイ（1990年 - 1993年、月刊コロコロコミック、全5巻）
- 男たちの好日（原作：城山三郎）（2001年 - 2002年、コミックバンチ、全4巻） - Web漫画で続編あり
- ザ・シニア（原案：橘カオル）（1998年、全2巻）
- ヤクルトの父 代田稔物語（2004年、小学三年生 4月号 原案：久保田千太郎） - 2011年現在ヤクルトの販促用パンフレットとして入手可能
- ライバル人物伝（全1巻）
- その時歴史が動いた（集英社）漫画版をいくつか執筆している。
- コロコロ時代 ボクとすがやさんとゲームセンターあらし（2018年、コロコロアニキ2019年冬号）

## 師匠
- すがやみつる[3]
デビュー後は色々な漫画を描くも上手くいかず、すがやの助言によりアシスタントとなる。この時の経験は自分にとって実り多いものだったと本人は語っている。

## アシスタント
- ふじあか正人[8]
- 樫本学ヴ[9]